# Geschichte Chinas 1961–1965
Die Geschichte Chinas 1961–1965 umfasst die Entwicklung der Volksrepublik China in diesen Jahren. In der Zeit von 1961 bis 1965 rangen die Linien Maos und Liu Shaoqis um die Macht, wobei mal die Eine und mal die Andere die Oberhand bekam. Mit der Sozialistischen Erziehungsbewegung begann ab 1963 eine Bewegung, mit der Mao sich immer mehr durchsetzte, und die schließlich in die Kulturrevolution führte.

## Das Notstandsprogramm im Jahr 1961
Auf Grund der Misserfolge und Fehlwirtschaft während des Großen Sprungs nach vorn war China Anfang 1961 auf einem Tiefpunkt angelangt. Das Volk hungerte und auch die Industrie war schwer beschädigt. Die Getreideproduktion ging von 200 Mio.t (1958) auf 160 Mio. t (1962) zurück, Zucker von 0,9 Mio.t auf 0,34 Mio., Baumwolle von 2,0 Mio. t auf 0,8 Mio., Roheisen von 13,7 Mio. t auf 8,1 Mio., Zement von 9,3 Mio. t auf 6,0 Mio. Vor diesem Hintergrund setzte sich Liu Shaoqi auf dem 9. Plenum der KPCh im Januar 1961 mit einem Notstandsprogramm durch. Das Programm lief unter den Schlagworten „Regulierung, Konsolidierung, Ergänzung und Niveauhebung“ und hatte folgende Ziele.
Regulierung: Ziel der Regulierung war es, die einzelnen Wirtschaftsbereiche wieder in ein besseres Verhältnis zueinander zu bringen. Der Metallbereich wurde zurückgefahren. Stattdessen wurden die für die Landwirtschaft wichtige Chemie- und Energieindustrie gefördert. Anstelle der strengen Dezentralisierung beim „Großen Sprung“ wurden zur Zentralisierung sechs Regionalbüros eingerichtet. Das Land sollte in ein einheitliches Schachbrett verwandelt werden.
Konsolidierung: Stilllegung unrentabler Betriebe, Einstellung unrentabler Bauvorhaben, Entsendung von 30 Millionen Städtern auf die Dörfer in den Jahren 1961 und 1962.
Ergänzung: Steigerung der Produktsorten
Niveauhebung: Verbesserung der Produktqualität, Stärkung schwacher Glieder in der Produktion, Fortsetzung der Massenbewegung zur technischen Innovation.
Aus diesem ursprünglichen Notstandsprogramm entwickelte die Gruppe um Liu Shaoqi ein Wirtschaftsmodell zum Aufbau der chinesischen Wirtschaft, das in scharfem Widerspruch zum Mao’schen Ansatz stand.

## Das Liu’sche Wirtschaftsmodell

Liú Shàoqí

Der Grundansatz des Wirtschaftsmodells Lius war, dass die Wirtschaft für den Einzelnen materielle Anreize bieten muss und sich nicht primär auf den revolutionären Elan der Massen verlassen darf, wie es Mao forderte.
In der Landwirtschaft wurden die Rechnungs-, Verteilungs- und Eigentumsfunktionen von der Volkskommune wieder auf die Produktionsmannschaft, das war im Wesentlichen die alte Danwei (Dorfgemeinschaft), zurückübertragen. Jede Produktionsmannschaft hatte das Verfügungsrecht über die eigenen Arbeitskräfte, Boden, landwirtschaftliche Geräte sowie die Zugtiere. Bis dahin konnten übergeordnete Instanzen, zum Beispiel staatliche Bauunternehmen nach Belieben Menschen und Gerät requirieren. Aus der Sicht der Maoisten, war durch dieses Verfügungsrecht nur der traditionelle Egoismus der Danweis wieder unterstützt worden.
Mit dem System der „Drei Garantien und einer Belohnung“ wurde das Verhältnis zwischen Produktionsmannschaft (Danwei) und Volkskommune auf eine vertragliche Grundlage gestellt. Bei diesem System der drei Garantien verpflichtete sich die Produktionsmannschaft gegenüber der vorgesetzten Produktionsbrigade zur Erwirtschaftung einer bestimmten Produktionsmenge, eine festgeschriebene Menge an Arbeitsstunden zu leisten und festgelegte Kosten nicht zu überschreiten. Eine Produktionsmannschaft die die festgelegten Zusagen übererfüllte, durfte das Mehrprodukt behalten, während bei Nichterfüllung Strafen festgelegt werden konnten. Die Produktionsmannschaft konnte ihrerseits für verschiedene Arbeiten, je nach erforderlicher Geschicklichkeit, Krafteinsatz oder sonstigen Anforderungen spezifische Entlohnungsnormen festlegen. Die Bezahlung wurde also nach dem Leistungsprinzip festgelegt.
Auch in der Industrie wurde das Leistungsprinzip wieder eingeführt. Anstelle des Primats der „Politik“ galten nun die Werte Produktivität, Effizienz, Angebot und Nachfrage. Die Betriebe wurden in die Eigenverantwortung entlassen, die wiederum Fachleute und andere „Leistungsträger“ hofierten. An Stelle der Führung durch „die Arbeiter“ wurde wieder funktional getrennt. Techniker für die Technik, Verwaltungsangestellte für die Verwaltung, Arbeiter für die Arbeit. Auch im Erziehungssystem wurde das Leistungsprinzip mit einem genau festgelegten Lehrstoff wieder eingeführt.
Kritik und Probleme

Wirtschaftlich war die Politik Lius ein voller Erfolg mit zweistelligem Wirtschaftswachstum. Die Maoisten kritisierten aber das erneute Entstehen von ihrer Meinung nach unakzeptablen Einkommensdifferenzen. Im Regierungsapparat gab es dreißig Ränge, bei den Technikern und Ingenieuren fünf und bei den Arbeitern in den staatlichen Betrieben acht Lohnkategorien. Auf der ersten Stufe erhielt ein Arbeiter 39 Yuan, auf der achten Stufe 107 Yuan. In den höheren Rängen waren verschiedene abgestufte Privilegien noch wichtiger als das Gehalt. Wohnung, Pkw, Reisen, Hotels, Freizeiteinrichtungen – alles war für jeweils bestimmte Rangstufen reserviert.
Auf dem Land entstand schnell wieder eine Schicht von reichen Bauern während auch die Zahl der armen Bauern wieder anstieg. Auch traten die Unterschiede zwischen reichen und armen Regionen erneut hervor. Auch der große Unterschied zwischen dem fest angestellten staatlichen Arbeiter, mit festem Gehalt, garantierter ärztlicher Betreuung und Pension und dem „Vertragsarbeiter“ der all dies nicht hatte, gab Anlass zur Kritik. All dies war für die Maoisten ein Beweis, dass die alten Klassen weiter existierten und dass weiterhin Klassenkampf nötig war.

## Kampf um die Familienbetriebe
In Anhui und Henan hatte die lokale Führung gegen Ende der Hungersnot 1959 bis 1961 die Familienbetriebe in der Landwirtschaft wieder eingeführt. Dieses Modell der Familienbetriebe auf staatlichem Boden galt vielen in der Partei als Erfolg versprechende Alternative zu den Produktionsmannschaften. Deng Xiaoping und Liu Shaoqi sprachen sich für die versuchsweise Einführung des Modells in ausgesuchten Gebieten aus. Mao erreichte im Jahr 1962, dass alle Versuche in diese Richtung gestoppt wurden. Er behauptete, dieses Modell würde zur Wiedereinführung des Kapitalismus führen. ((Anton Pam, 10))

## Korruption bei den lokalen Kadern
Die Moral der Kader war in den letzten Jahren katastrophal verfallen. Anfang der fünfziger Jahre hatten die Bauern zu den Kadern noch, zu Recht, aufgeblickt wie zu fürsorgenden Eltern. Aber, besonders seit den schlimmen Jahren von 1958 bis 1961, wurde immer mehr in die eigene Tasche gewirtschaftet.
Es wurde ausgenutzt, dass es in der jungen chinesischen Volksrepublik kaum Verordnungen oder gar Verwaltungsgesetze gab, an die sich die Kader zu halten gehabt hätten, und auch keine Behörden oder Gerichte, an die sich jemand hätte wenden können. Umfassende Gesetzbücher wurden erst ab Beginn der 80er Jahre aufgebaut. Was vom vorgesetzten Kader akzeptiert wurde, war erlaubt. Das Sprichwort des alten Chinas, dass die Macht des Kaisers an der Dorfhecke ende, beinhaltete noch viel Wahrheit.
Betrug in der Rechnungsführung sowie Schwarzmarkt- und Hintertürpraktiken waren fast selbstverständlich geworden. Kader schrieben sich Arbeitspunkte für nicht geleistete Arbeit gut und benutzten Kollektiveigentum, als würde es ihnen gehören oder überschrieben es sich gleich ganz. Viele Dorffunktionäre hielten sich für den Mittelpunkt des Dorfes, lehnten körperliche Arbeit ab, gaben Anweisungen und schikanierten Personen, die sie nicht leiden konnten. Die Bevölkerung sprach immer mehr von den neuen Ortskaisern. Darüber hinaus waren die Kaderapparate überall gewachsen. Jeder Kader versuchte noch einen weiteren Familienangehörigen mit einem Posten zu versorgen.
Mit dem Aufkommen einer neuen Schicht „reicher Bauern“ und wohlhabender Händler ergaben sich weitere Felder für die Kader zu nutzbringender Zusammenarbeit. Gegen entsprechende Gegenleistung konnte der Kader staatliche Mittel einsetzen, um das Geschäft der reichen Bauern und Händler zu unterstützen. Auch im privaten Bereich rückten die reichen Bauern und Händler und die Dorfkader immer enger zusammen. Mao sprach von der Korrumpierung der ländlichen Kader durch die dörfliche Bourgeoisie.
Die Kader wurden immer mehr zu einer Belastung der Bevölkerung. Auch die Liuisten kannten seit Jahren das Problem mit der Korruption der Landkader. Es war nicht strittig, dass dieses Problem angegangen werden musste. Die Frage war nur wie.

## Maos Gegenangriff auf dem 10. Plenum der KPCh (1962)
Auf dem zehnten Plenum des siebten Zentralkomitees im September 1962 konnte sich Mao mit seinem Programm der zehn Punkte durchsetzen. Es enthielt die Forderung nach einer „Sozialistischen Erziehungsbewegung“. Damit war für eine Kampagne der Boden bereitet, die von Mai 1963 bis 1965 dauerte und zum Vorläufer der Kulturrevolution wurde. Anlass war die Korruption der Kader auf dem Land, aber wie sich im Lauf der Kampagne zeigen sollte, ging es Mao um die gesamte liuistische Kaderpolitik.
Im Mai 1963 erging eine Resolution des Zentralkomitees in der Mao seine Positionen durchsetzen konnte, Mao selbst hatte sie geschrieben. Es wurde festgestellt, dass es nach wie vor Klassenkämpfe und Klassenwidersprüche gebe, die sich zum gegenwärtigen Zeitpunkt gegen korrupte Kader richten müssten. Brisant war die Empfehlung, dass dieser Reinigungsprozess von neu zu formierenden Bauernverbänden, bestehend aus „armen und unteren Mittelbauern“, und nicht von der Partei selber durchzuführen sei. Diese Bauernverbände sollten die Klassenzugehörigkeit auf dem Dorf neu einteilen, dann den Klassenkampf starten und die Säuberungen gegen korrupte Kader durchführen. Die Kampagne war jedoch ein Fehlschlag. Sie verlief im Sand. Bei der Analyse kam es innerhalb der Partei zu unterschiedlichen Ansichten. Mao behauptete, die „reichen Bauern“ und die „Machthaber des kapitalistischen Weges innerhalb der Partei“ hätten die Kampagne vereitelt, die Liuisten verwiesen auf organisatorische und technische Probleme. ((Anton Pam, 10))
Diese typisch maoistische Forderung der Neuausrichtung der Partei durch Bauernverbände erinnerte an die Hundert-Blumen-Bewegung, als auch parteifremde Personen ermuntert wurden, die Partei mit neu auszurichten wie auch an die spätere Kulturrevolution, als die jungen Roten Garden verdiente Parteifunktionäre vor sich her trieben.
Als leuchtende Vorbilder für China wurden die landwirtschaftliche Produktionsbrigade von Dazhai und das Erdölförderzentrum von Daqing präsentiert. In Dazhai, als idealem sozialistischem Dorf gab es keine Privatparzellen, alle Bauern verdienten das gleiche und als nach schweren Regenfällen große Schäden an den Reisfeldern auftraten, wurden alles, angeblich ohne Hilfe von außen, durch Gemeinschaftsarbeit repariert. Dass diese Vorzeigebrigade sehr wohl von interessierter Seite aufgepäppelt wurden, wurde nicht publiziert. Auch Daqing stand angeblich auf eigenen Beinen und es gab eine ständige Rotation zwischen Führungspersonal und Basis. Die Elemente der späteren Kulturrevolution wurden aufgebaut.

## Lius Gegenentwurf mit den „späten 10 Punkten“ (1963)
Im September 1963 wurde eine Resolution verabschiedet, die Lius Handschrift trug. Erstens sollte der Begriff „Kaderkorruption“ präzisiert werden, zweitens sollte die Vermischung zwischen Korruption und Einzelwirtschaft aufgehoben werden und drittens wendete sie sich gegen Maos Generalangriff auf die „Revisionisten“ die angeblich mitten im Zentralkomitee saßen. Korrupte Kader sollten nicht durch Bauernverbände, sondern durch Parteigremien zur Verantwortung gezogen und notfalls entfernt werden. Das Vorgehen sollte darüber hinaus nach klaren juristischen Vorgaben ablaufen.

## Die Kulturrevolution wird mit den „23 Punkten“ vorbereitet (1965)

Porträt Mao Zedongs am Tor des Himmlischen Friedens

Der Tenor des Entwurfes von Liu entsprach der Stimmung weiter Teile der chinesischen Bevölkerung. Endlich sollte einmal Schluss sein mit Klassenkampf, Kampagnen, Angriffen und Experimenten. Trotzdem schaffte es Mao im Überzeugungskampf durch Vieraugengespräche im Januar 1965 wieder, die Mehrheit des Zentralkomitees auf seine Seite zu ziehen. Es wurde das ZK-Dokument der „23 Punkte“ verabschiedet.
Während die Liuisten betonten, dass es sich bei der Korruption bei den Dorfkadern um individuelle Verstöße handele, die auch individuell zu ahnden seinen, richtete sich das „23 Punkte Dokument“ gegen die ganze Richtung der „Machthaber in der Partei, die den kapitalistischen Weg gehen“. Der Angriff galt also der Parteispitze um Liu. Es gelte gegen die dortigen Kapitalisten einen Vernichtungskrieg zu führen. Zunächst müsse man aber die dörflichen Anhänger dieser Kapitalisten an der Parteispitze zur Rechenschaft ziehen. Dazu sollte eine „zweite Landreform“ durchgeführt werden, die so ähnlich ablaufen sollte wie die Erste, Anfang der 1950er Jahre. Zu den Trägern dieser zweiten Landreform wurden die lokalen Bauernverbände bestimmt, die jedem der örtlichen Kader mit einer Kapitalistenvermutung begegnen sollten. In vielen Dörfern wurden daraufhin erst einmal alle Kader eingesperrt und dann stundenlangen demütigenden Verhören unterzogen, oft in erzwungener „Propellerstellung“. Dazu musste der Kopf bis zu den Knien heruntergebeugt und die Arme senkrecht nach oben gehalten werden. Auf Dauer tat diese Stellung weh und die bäuerlichen Vernehmer konnten dem Dorffunktionär so schön auf den Kopf schlagen und an den Haaren ziehen.
In kurzer Zeit war ein massiver Gesichtsverlust der Dorffunktionäre erreicht, die zuvor noch auf dem hohen Ross gesessen hatten. Allerdings waren nun auch nur noch Wenige bereit, ein solch gefährliches Amt als Dorffunktionär anzunehmen. Bald zeigte sich, dass hier ein Vorspiel stattfand, zu dem, was später bis in die höchsten Ebenen wiederholt wurde. 1967 wurde Liu Shaoqi zuerst stigmatisiert, dann monatelang „verhört“ und schließlich zu Tode gequält. Im Jahr 1965 stand die Kulturrevolution vor der Tür.

## Die Kritik an einem Drama Wu Hans (1965)
Im September 1965 stellte Mao den Antrag, den Kampf in der Partei gegen oppositionelle Tendenzen zu verschärfen, der jedoch vom Politbüro abgelehnt wurde. Mao musste erkennen, dass er auf geradem Weg in Peking gegen die Liuisten nicht weiterkam und reiste nach Shanghai, wo er die Unterstützung des Stadtkomitees besaß, um von dort eine publizistische Kampagne zu starten. Im November veröffentlichte Mao, über seinen Strohmann Yao Wenyuan, in Shanghai eine Kritik über Wu Hans Drama „Die Entlassung des Hui Rui“, in der Mao behauptete, dass am Beispiel dieses Dramas erkenntlich würde, dass die Revisionisten bereits einen großen Bereich des Kulturlebens beherrschten und Mao rief wieder zum Kampf gegen die Revisionisten an der Parteispitze auf. Der Artikel wurde anschließend von der Militärzeitung „Zeitung der Volksbefreiungsarmee“ nachgedruckt. Nach längerer Diskussion wurde daraufhin der Artikel, allerdings mit einem Herausgebervermerk es handele sich hier nur um eine literarische und nicht um eine politische Debatte, in der Parteizeitung Renmin Ribao nachgedruckt. Nun konnte Mao zusätzliche Artikel nachlegen und die Sorge vor „Revisionisten“ innerhalb der Partei weiter schüren.

## Sozialistische Umgestaltung in Tibet
In Tibet kam es im Jahr 1959 zu Unruhen. Sie gingen zunächst nicht vom „inneren Tibet“ (U-Tang) aus, sondern von den Randgebieten. Bis dahin herrschte in U-Tang noch der Dalai Lama und der kommunistische Einfluss war gering, während in den Randgebieten in Qinghai, Westyunnan und Westsichuan bereits „Sozialisierungsmaßnahmen“ abgelaufen waren. Die Unruhen erreichten 1958 Amdo und sprangen 1959 bis nach Lhasa über. Im 10. März wurde die „Unabhängigkeit“ Tibets proklamiert und am 28. März wurde von den Kommunisten die bisherige Regierung der Provinz Tibet aufgelöst. Am 29. März erreichte der geflüchtete Dalai Lama Indien.
Die chinesische Regierung begann nun auch in der Provinz Tibet „demokratische Reformen“ durchzuführen. 1964 wurde die Provinz Tibet in die „Sozialistische Erziehungsbewegung“ mit einbezogen, 1965 wurden, die auch im übrigen China noch existierenden, Volkskommunen eingeführt. Offiziell erhielt Tibet 1965 den Status einer „Autonomen Region“.

## Spannungen in der chinesischen Gesellschaft
Im Jahr 1965 hatten sich massive Spannungen innerhalb der chinesischen Gesellschaft herausgebildet, denen sich Mao bei Ausruf der Kulturrevolution bedienen konnte. Ab 1962 wurde die Anzahl der fest angestellten Arbeiter in den Staatsbetrieben reduziert. Dies bedeutete, dass es zwei Klassen von Arbeitern gab. Zwei Drittel der Arbeiter blieben fest angestellt, mit allen Absicherungen der „eisernen Reisschüssel“ (Arbeitsplatzgarantie, Krankenversicherung etc.), ein Drittel der Arbeiter wurden „Vertragsarbeiter“, die die sozialen Absicherungen nicht hatten, und die, wenn der Zeitvertrag abgelaufen war, jederzeit entlassen und, falls sie keinen neuen Arbeitsplatz finden konnten, wieder zurück aufs Land geschickt werden konnten. Auch wurden viele während der Hungersnot illegal in die Städte gekommenen Bauern wieder auf Land zurückgebracht. Seit 1958 gab es ein Passsystem, nach dem Bauern nur mit besonderer Genehmigung in die Stadt ziehen durften.
Auf der anderen Seite wurden ab Beginn der 1960er Jahre Millionen von jungen Menschen hinaus aufs Land geschickt. Von den Bauern wurden sie als „unnütze Esser“ betrachtet, weil sie mit der Landwirtschaft nicht vertraut waren, andererseits suchten diese Menschen nach einer Möglichkeit, wieder zurück in die Stadt zu kommen. Auch die Familien der „Rechtsabweichler“, „Grundbesitzer“ und anderer Opfer der vielen Kampagnen waren von der Gesellschaft ausgeschlossen und suchten nach Möglichkeiten ihren Status zu verbessern.

## Gründe für Maos Sieg im Richtungsstreit
Mao setzte seinen Kurs in Richtung der Kulturrevolution durch, obwohl er mit seinen Vorstellungen des ständigen Klassenkampfes weder in der Partei noch in der Bevölkerung eine Mehrheit hatte. Dazu musste er Anfang der 1960er Jahre für die Hungersnot während des Grossen Sprungs die Verantwortung übernehmen. Wesentliche Gründe für den Erfolg Maos waren der Personenkult um Mao und die Unterstützung seitens des Militärs unter Lin Biao.

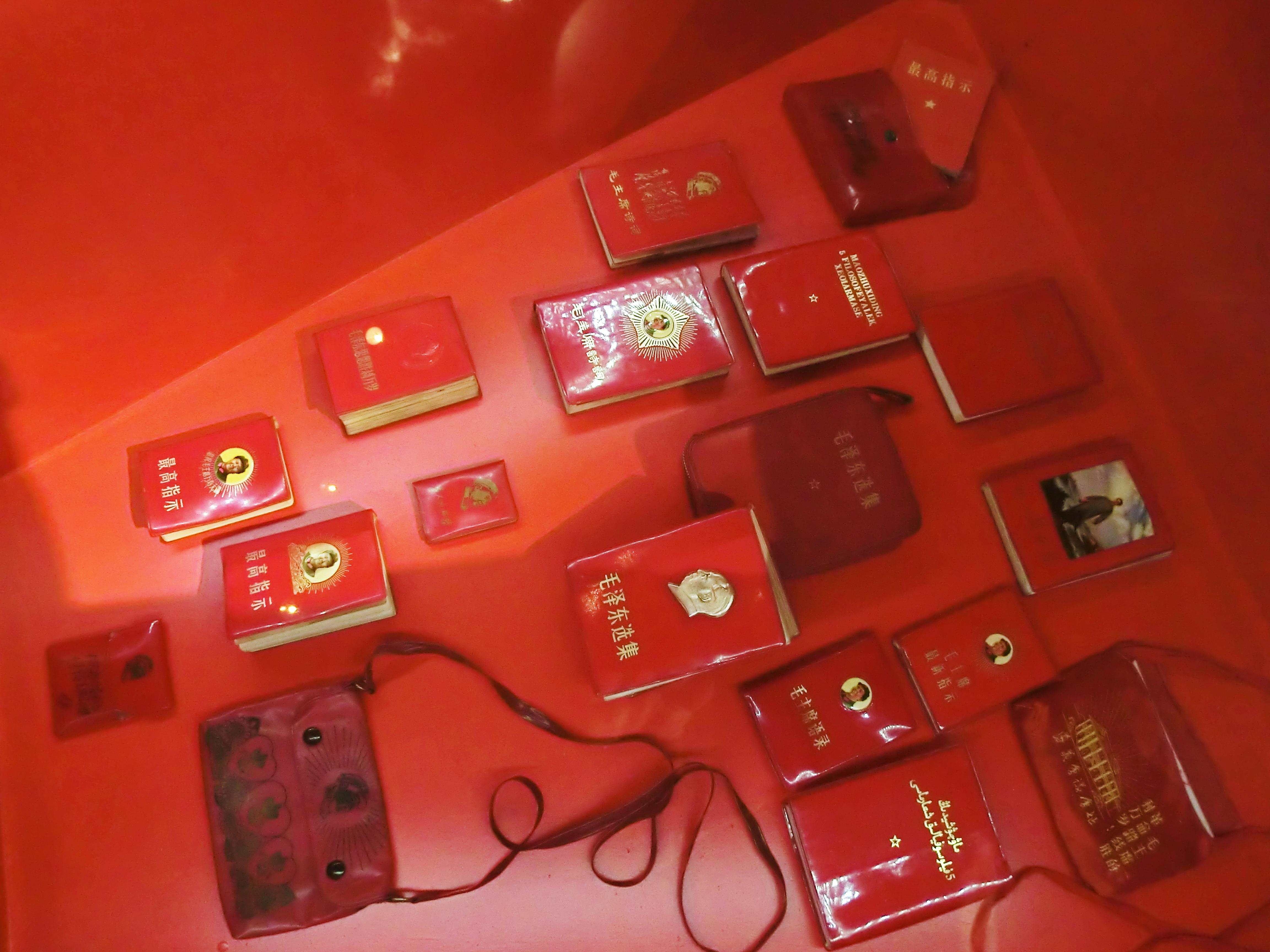
„Worte des Vorsitzenden Mao“ in verschiedenen chinesischen Sprachen

Bereits zu Bürgerkriegszeiten hatte Mao innerhalb der Partei und der Gesellschaft eine besondere Stellung. Während des Bürgerkriegs war eine innerparteiliche Diskussion aufgrund fehlender Transport- und Kommunikationsmöglichkeiten im kriegerischen Umfeld oft nur schwer möglich und Entscheidungen mussten schnell getroffen werden, die Parteikader mussten sich auf die Anweisungen des Parteiführers Mao verlassen, von dem sie die nötige Weisheit und Sachkenntnis erhofften. Dieses Verhalten führte dann ja auch zum Sieg im Bürgerkrieg. Auch nach der Gründung der Volksrepublik China behielt Mao diese besondere Stellung – nun als Staatsgründer – bei, die Partei ihrerseits unterstützte diesen Kult als Element zur Erhaltung der Einheit Chinas. Diese besondere Stellung Maos wurde ab 1957 von seiner Umgebung weiter ausgebaut und ab 1959 wurde ein besonders eifriger Fürsprecher des Maokults, Lin Biao, Verteidigungsminister. Das Militär seinerseits hatte damals, als Sieger im Bürgerkrieg, hohes Ansehen und politischen Einfluss, und so konnte Lin Biao die Überhöhung Maos weiter vorantreiben. Im Jahr 1964 erschien, zunächst für die Soldaten, eine Sammlung von Maosprüchen, die Maobibel und die Zeitung des Militärs, die „Zeitung der Volksbefreiungsarmee“, war für Mao ein Sprachrohr, dessen er sich nach Belieben bedienen konnte. Auf diese Weise schaffte es Mao immer wieder, das Zentralkomitee – auch wenn zunächst die Mehrheit seinem Kurs reserviert gegenüberstand – durch Vieraugengespräche auf seine Seite zu ziehen. Für die breite Masse der Bevölkerung war die Sache ohnehin klar. Die Massen liebten Mao, denn aus ihrer Sicht hatte die KPCh unter seiner Führung sie aus Armut und Elend befreit. Daher zeigten sie Mao Dankbarkeit und verherrlichten ihn als großen Retter.
Deng Xiaoping, der als Generalsekretär und Organisationstalent den Staat am Laufen hielt und während der Kulturrevolution gestürzt wurde, meinte dazu:

„Die Struktur ist der entscheidende Faktor. Die damalige Struktur war einfach so. Zu jener Zeit wurden die Verdienste einer einzigen Person zugesprochen. Bei einigen Themen hatten wir tatsächlich nicht widersprochen und sollten daher einen Teil der Verantwortung übernehmen, aber wir konnten uns unter den damaligen Bedingungen nur schwer widersetzen.“